# Rom (provins)
För andra betydelser, se Rom (olika betydelser).
Rom (italienska Provincia di Roma)  var en provins i regionen Lazio i Italien. Italiens huvudstad Rom var också huvudort i provinsen. Provinsen hade 2014 4,34 miljoner invånare. Provinsen etablerades 1870 när Kungariket Italien errövade den sista delen av Kyrkostaten. Distriktet Rieti infogades 1923 från provinsen Perugia. Provinserna Frosinone, Rieti och Viterbo bröts ut 1927 och provinsen Latina 1934. Vatikanstaten bildades 1929 enligt Lateranfördraget. Provinsen upphörde 2014 och kommunerna ingår i storstadsregionen Rom.

## Världsarv i provinsen
- Roms historiska centrum, Centro storico, Vatikanstatens egendomar i Rom med extraterritoriella rättigheter och San Paolo fuori le Mura världsarv sedan 1980 och 1990.
- Villa Adriana, Tivoli världsarv sedan 1999.
- Villa d'Este, Tivoli världsarv sedan 2001.
- Etruskiska begravningsplatser i Cerveteri världsarv sedan 2004.

## Administration
Provinsen Rom var indelad i 121 comuni (kommuner) 2014.